# Rio Open 2024 - Qualificazioni singolare
Le qualificazioni del singolare del Rio Open 2024 sono state un torneo di tennis preliminare per accedere alla fase finale della manifestazione. I vincitori dell'ultimo turno sono entrati di diritto nel tabellone principale. In caso di ritiro di uno o più giocatori aventi diritto a questi sono subentrati i lucky loser, ossia i giocatori che hanno perso nell'ultimo turno ma che avevano una classifica più alta rispetto agli altri partecipanti che avevano comunque perso nel turno finale.

## Teste di serie
1. Luciano Darderi (primo turno)
2. Pedro Martínez (primo turno)
3. Thiago Agustín Tirante (primo turno)
4. Mariano Navone (qualificato)

1. Francisco Comesaña (qualificato)
2. Marcelo Tomás Barrios Vera (ritirato)
3. Alex Molčan (primo turno)
4. Camilo Ugo Carabelli (primo turno, ritirato)

## Qualificati
1. Felipe Meligeni Alves
2. Corentin Moutet

1. Francisco Comesaña
2. Mariano Navone

## Tabellone

### Sezione 1
|  | Primo turno | Primo turno           | Primo turno           | Primo turno | Primo turno |  |  | Ultimo turno | Ultimo turno          | Ultimo turno          | Ultimo turno | Ultimo turno |  |
|  |             |                       |                       |             |             |  |  |              |                       |                       |              |              |  |
|  | 1           | Luciano Darderi       | Luciano Darderi       | 2           | 2           |  |  |              |                       |                       |              |              |  |
|  |             | Juan Manuel Cerúndolo | Juan Manuel Cerúndolo | 6           | 6           |  |  |              | Juan Manuel Cerúndolo | Juan Manuel Cerúndolo | 3            | 6            |  |
|  |             | Felipe Meligeni Alves | Felipe Meligeni Alves | 6           | 6           |  |  |              | Felipe Meligeni Alves | Felipe Meligeni Alves | 6            | 7            |  |
|  | 7           | Alex Molčan           | Alex Molčan           | 2           | 3           |  |  |              |                       |                       |              |              |  |

### Sezione 2
|  | Primo turno | Primo turno                  | Primo turno                  | Primo turno | Primo turno |  |  | Ultimo turno | Ultimo turno                 | Ultimo turno                 | Ultimo turno | Ultimo turno |  |
|  |             |                              |                              |             |             |  |  |              |                              |                              |              |              |  |
|  | 2           | Pedro Martínez               | Pedro Martínez               | 3           | 4           |  |  |              |                              |                              |              |              |  |
|  | WC          | Matheus Pucinelli de Almeida | Matheus Pucinelli de Almeida | 6           | 6           |  |  | WC           | Matheus Pucinelli de Almeida | Matheus Pucinelli de Almeida | 4            | 3            |  |
|  |             | Corentin Moutet              | Corentin Moutet              | 6           | 4           |  |  |              | Corentin Moutet              | Corentin Moutet              | 6            | 6            |  |
|  | 8           | Camilo Ugo Carabelli         | Camilo Ugo Carabelli         | 3           | 1r          |  |  |              |                              |                              |              |              |  |

### Sezione 3
|  | Primo turno | Primo turno             | Primo turno             | Primo turno | Primo turno |  |  | Ultimo turno | Ultimo turno       | Ultimo turno       | Ultimo turno | Ultimo turno |  |
|  |             |                         |                         |             |             |  |  |              |                    |                    |              |              |  |
|  | 3           | Thiago Agustín Tirante  | 6                       | 4           | 1           |  |  |              |                    |                    |              |              |  |
|  |             | Andrea Pellegrino       | 1                       | 6           | 6           |  |  |              | Andrea Pellegrino  | Andrea Pellegrino  | 3            | 2            |  |
|  | Alt         | Román Andrés Burruchaga | Román Andrés Burruchaga | 2           | 2           |  |  | 5            | Francisco Comesaña | Francisco Comesaña | 6            | 6            |  |
|  | 5           | Francisco Comesaña      | Francisco Comesaña      | 6           | 6           |  |  |              |                    |                    |              |              |  |

### Sezione 4
|  | Primo turno | Primo turno              | Primo turno              | Primo turno | Primo turno |  |  | Ultimo turno | Ultimo turno            | Ultimo turno            | Ultimo turno | Ultimo turno |  |
|  |             |                          |                          |             |             |  |  |              |                         |                         |              |              |  |
|  | 4           | Mariano Navone           | Mariano Navone           | 6           | 6           |  |  |              |                         |                         |              |              |  |
|  | WC          | Mateus Alves             | Mateus Alves             | 4           | 3           |  |  | 4            | Mariano Navone          | Mariano Navone          | 6            | 7            |  |
|  | WC          | João Lucas Reis da Silva | João Lucas Reis da Silva | 5           | 1           |  |  | Alt          | Genaro Alberto Olivieri | Genaro Alberto Olivieri | 1            | 63           |  |
|  | Alt         | Genaro Alberto Olivieri  | Genaro Alberto Olivieri  | 7           | 6           |  |  |              |                         |                         |              |              |  |